# Alfons Vinyals i Roig
Alfons Vinyals i Roig (Vilanova i la Geltrú, 6 de novembre de 1860 - 15 de gener de 1943) fou un pintor català.
Fill de Josep Vinyals i Gassó, va rebre les primeres lliçons com a pintor de la mà de Joan Ferrer Miró. La seva formació la va acabar de completar a l'Escola de Llotja de Barcelona, a Itàlia i a París. Fou professor de dibuix a l'Escola d'Arts i Oficis i al col·legi Samà. Formà part de la Junta de Patronat de la Biblioteca Museu Víctor Balaguer des de 1903, de la qual fou president des de 1928 fins a la Guerra Civil.
Destacà en el dibuix, l'aquarel·la i l'oli. El seu tema predilecte fou la figura, alternant amb natures mortes, paisatges i algun retrat. Entre la seva producció sobresortí en el tapís com a figurista en composicions històriques, tractades amb fantasia, segons la influència de l'acadèmia vuitcentista.
Se li coneix poca obra. A banda d'algunes obres obtingudes per donacions posteriors, la Biblioteca Museu Víctor Balaguer actualment conserva tres quadres donats pel mateix pintor: el Bon catador (1880), que consisteix en el retrat d'un home gran amb un got a la mà; l'interior de l'estudi d'un pintor (1888) i el retrat d'Antoni de Samà Urgellés (1893).